# Blendung (Überbelichtung)

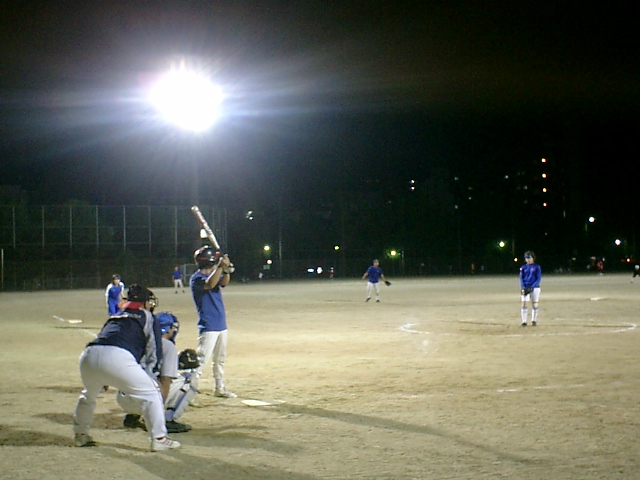
Blendung durch eine störende Lichtquelle

Blendung bezeichnet eine durch überhohe Helligkeiten ausgelöste optische oder visuelle Störung, die zur Überforderung des visuellen Systems führt. Übertragen und vereinfacht werden auch Störquellen, die zur Überbelichtung optischer technischer Geräte führen, Blendung genannt.

## Grundlagen

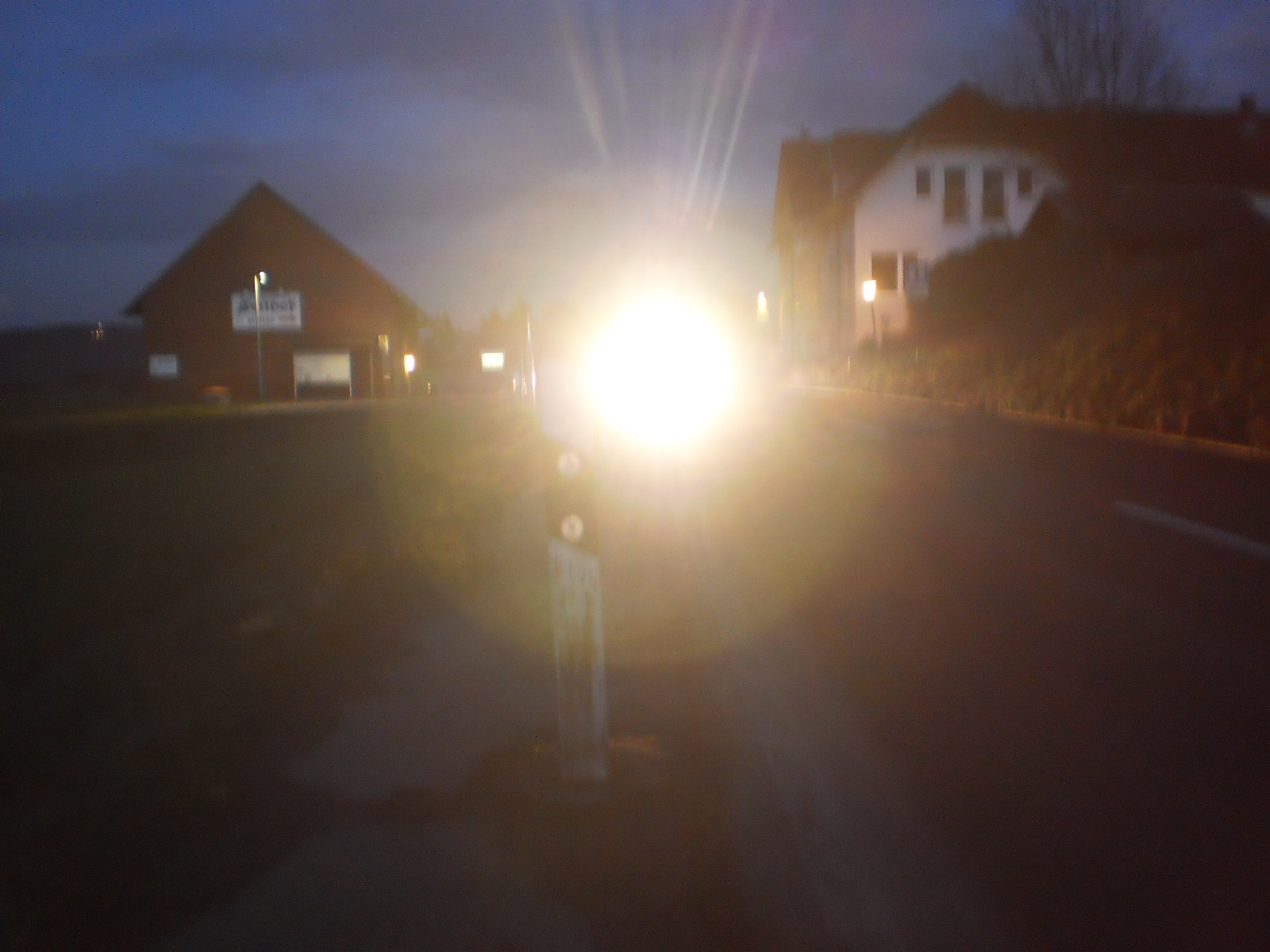
Blendende Scheinwerfer sind auch im Straßenverkehr ein Problem (im Foto Überstrahlungseffekte erkennbar).

Treffen zu viele Photonen in zu kurzer Zeit auf einen Rezeptor, wird dieser übersättigt. Gemessen wird der Lichteintrag als Helligkeit je Flächeneinheit mal Zeitdauer. Damit kann die Beleuchtungsstärke (in lm/m²) punktförmiger Lichtquellen  dargestellt werden oder als Flächensumme von punktförmigen die Leuchtdichte (in cd/m²) flächiger Quellen. Je nachdem, ob die Übersättigung nur in einem kleinen Gebiet oder aber für das gesamte Gesichtsfeld auftritt, spricht man von lokaler oder totaler Blendung. Die lokale Blendung kommt zumeist durch Differenzen in der Leuchtdichte des Umfeldes zustande (Relativhelligkeit), während die Totalblendung durch einen insgesamt zu hohen Lichteinfall ausgelöst wird (Absolute Helligkeit).
Gemeinhin wird Blendung als „weiß“ dargestellt, da eine ansteigende Lichtstärke in dem für die Wahrnehmung beziehungsweise Messung von Licht relevanten Modell der additiven Farbmischung in den Farbeindruck Weiß mündet – und sich auf dem Positiv von fotografischen Aufnahmen ebenfalls weiß abbildet. Doch kann Blendung auch durch monochromatisches Licht hervorgerufen und farbig empfunden werden.

## Störung der visuellen Funktion
Bei der Blendung spielen die jeweiligen Grenzen des Leistungsvermögens für die Anpassung des Auges an veränderte Leuchtdichtebedingungen – durch okulomotorische Reaktionen wie Lidspiel und Pupillenspiel für den optischen Apparat und durch retinale Adaptation von Rezeptoren wie Neuronen für das visuelle System  –  sowie Dauer und zeitlicher Verlauf dieser Adaptation an Licht eine wesentliche Rolle (Lichtblindheit).
Das gesunde Auge ist in der Lage, sich an die wechselnde Leuchtdichte der Umgebung von mondloser Nacht bis zu gleißendem Sonnenschein und damit in dem weiten Spielraum von 1:1012 anzupassen; es braucht bei kleinen Schwankungen nur Bruchteile von Sekunden und von einem Extrem ins andere normalerweise knapp 30 Minuten, schneller als die Dämmerung.
Abgesehen von Lidschluss bzw. Weite der bewimperten Lidspalte sind dafür vier unterschiedliche Prozesse bzw. Faktoren verantwortlich:
1. Reflektorische Pupillenverengung oder Pupillenerweiterung. Bei sinkender Umfeldleuchtdichte öffnet sich die Pupille weiter, wodurch mehr Licht ins Auge gelangt. Bei ansteigender Leuchtdichte wie plötzlicher zusätzlicher Belichtung verengt sie sich. (Ausgleichsfaktor etwa 1:16).
2. Konzentration des Sehfarbstoffes: Gelangt viel Licht an die Rezeptoren, so zerfallen viele Sehfarbstoffmoleküle und die Konzentration des Sehfarbstoffes (und damit die Lichtempfindlichkeit) in den jeweiligen Zellen sinkt. Bei wenig Licht überwiegt der Aufbau den Zerfall, wodurch die Konzentration steigt. Bei konstanten Lichtverhältnissen kommt es zu einem dynamischen Gleichgewicht zwischen Zerfall und Aufbau.
3. Zusammenschluss mehrerer Stäbchen zu einem Empfindungselement: Im Rahmen der Adaptation kann sich auch die Zahl der Rezeptoren ändern für das Feld, aus dem eine nachgeschaltete Sehnervenzelle ihre Informationen erhält. Man nennt diese Phänomen auch „räumliche Adaptation“.
4. Fixationsdauer: Durch längeres Starren auf den gleichen Fleck können ansonsten unterschwellige Reize überschwellig werden, was „zeitliche Summation“ genannt wird (aber vor Blendung nicht schützt).

### Entstehung der Blendung
Das visuelle System adaptiert optimierend an eine bestimmte Umfeldleuchtdichte. Häufig ist jedoch die Umfeldleuchtdichte nicht homogen und weist Unterschiede auf, manchmal auch erhebliche. Befindet sich beispielsweise eine helle (störende) Lichtquelle im Gesichtsfeld, kann durch im Augeninneren erzeugtes Streulicht der Störlichtquelle förmlich ein Lichtschleier über weite Bereiche der Netzhaut gelegt werden. Das Auge adaptiert in diesem Fall auf ein höheres Leuchtdichteniveau, höher als es der Umfeldleuchtdichte eigentlich angemessen wäre, infolge des intraokulären leuchtenden Schleiers. Diese Schleierleuchtdichte kann die Funktion des Sehens schon beeinträchtigen, wenn sie nur etwa 1 bis 2 Prozent jener Leuchtdichte ausmacht, wie sie jeweils an dem Ort des Gesichtsfeldes vorliegt, auf den für die aktuelle visuelle Information gerade Bezug genommen wird.
Die Erzeugung von Streulicht im Augeninneren ist oft auf Streuzentren zurückzuführen, die sich in unterschiedlicher Anzahl in den brechenden Medien des Auges befinden, sei es in Hornhaut, Linse oder Glaskörper. Diese Streuzentren können beispielsweise trübende Einschlüsse sein oder auch durchsichtige Stellen mit anderem Brechungsindex, die das Licht nun diffus ablenken und zu der erwähnten Schleierleuchtdichte beitragen. Da insbesondere die Transparenz der Augenlinse stark vom Lebensalter abhängt, kann auch die Blendwirkung einer vergleichbaren Störlichtquelle je nach Alter unterschiedlich ausfallen.

### Formen der Blendung
Liegt eine messbare Beeinträchtigung der Sehleistung vor, spricht man von physiologischer Blendung; ist die Blendung subjektiv gegeben, jedoch eine beeinträchtigte Sehleistung durch äußere Messungen nicht nachweisbar, wird eine psychologische Blendung angenommen.
Sind die Leuchtdichten des Umfeldes so groß, dass das visuelle System nicht mehr in der Lage ist, überhaupt an dieses Niveau zu adaptieren, so wird diese Form der Blendung als Absolutblendung bezeichnet, in den anderen Fällen als Adaptationsblendung. Weiterhin unterscheidet man zwischen direkter Blendung, welche durch eine Lichtquelle selbst ausgelöst wird, und indirekter Blendung, welche durch das Reflexbild einer Lichtquelle entsteht.
Zusammengefasst kann festgehalten werden, dass eine absolute Blendung vorliegt, wenn sich das Auge aufgrund einer Störlichtquelle nicht mehr hinreichend der Leuchtdichte des übrigen Gesichtsfeldes anpassen kann und so das visuelle Erkennen im übrigen Gesichtsfeld aufgrund der fehlenden Adaptation eingeschränkt ist. Für ein visuelles System wird damit die Grenze seiner Anpassungsfähigkeit an Unterschiede der Leuchtdichteintensität innerhalb des Gesichtsfeldes erreicht.

## Blendung bei technischen Geräten
Analog zum Auge kann Blendung auch bei technischen optischen Systemen auftreten. In der Fotografie lässt sich eine Blendung oder Überbelichtung durch die Steuerung der Belichtung bzw. Einstellung der Blende – was nach Öffnungsweite und Öffnungszeit in etwa der pupillomotorischen Adaptation des Auges entspricht – meist weitgehend kontrollieren (Abblenden).